# Буети
Буети (груз. ბუეთი) — село в Грузии, на территории Ткибульского муниципалитета края (мхаре) Имеретия.

## География
Село находится в западной части Грузии, на левом берегу реки Цкалцителы, на расстоянии 15 километров к западу от города Ткибули, административного центра муниципалитета. Абсолютная высота — 471 метр над уровнем моря.

## Население
По результатам официальной переписи населения 2014 года, в Буети проживало 122 человека (61 мужчина и 61 женщина). В национальной структуре населения грузины составляли 99,2 %, украинцы — 0,8 %.
| Год  | Население, человек |
| ---- | ------------------ |
| 2002 | 175                |
| 2014 | ↘ 122              |